# Dirk de Beer
Dirk de Beer (Pretoria; 2 de junio de 1963) es un aerodinámico de Fórmula 1 sudafricano. Actualmente es el jefe de aerodinámica del equipo Alpine F1 Team.

## Biografía
De Beer se unió a Renault en 2008, donde trabajó con Dino Toso hasta que este último se vio obligado a dimitir debido a una enfermedad. Fue jefe de aerodinámica del equipo de Enstone de 2008 a 2013. Permaneció en su puesto cuando el equipo se convirtió en Lotus F1 Team a partir de 2012, trabajando con los directores técnicos Bob Bell y James Allison.
Dejó el equipo británico en 2013 para asumir el puesto de jefe de aerodinámica en Ferrari, siguiendo a James Allison, que anteriormente había pasado de Lotus al equipo italiano. Luego, De Beer dejó Ferrari en 2016 y fue reemplazado por David Sánchez tras la salida de Allison.
Se unió al equipo Williams en 2017, asumiendo el puesto de jefe aerodinámico a principios de marzo. En Williams, trabajó junto a Dave Wheater, quien fue temporalmente responsable del rendimiento aerodinámico del equipo después de la partida de Jason Somerville a finales de 2016. Comenzó a trabajar para el equipo británico el 1 de marzo de 2017. Después de un inicio de temporada considerado por debajo de las expectativas, el equipo Williams anunció su dimisión el 30 de mayo de 2018.
A principios de noviembre de 2019, Renault anunció que de Beer reemplazaría a Pete Machin como director de aerodinámica.

## Trayectoria
- Aerodinámico principal: Sauber (2002-2005)
- Jefe de aerodinámica: Renault (2008-2011)
- Jefe de aerodinámica: Lotus (2012-2013)
- Jefe de aerodinámica: Ferrari (2013-2016)
- Jefe de aerodinámica: Williams (2017-2018)
- Jefe de aerodinámica: Renault (2019-2020)
- Responsable de aerodinámica: Alpine (2021-)